# Шелогурово
Шелогурово — деревня в Шатурском муниципальном районе Московской области, в составе сельского поселения Радовицкое. Расположена в юго-восточной части Московской области. Население — 34 чел. (2013). Деревня известна с 1638 года.

## Название
В писцовой книге Владимирского уезда 1637—1648 гг. упоминается как Большой двор, в Сборнике статистических сведений по Рязанской губернии 1887 года — Шелагурово, Большой двор, в других источниках XIX — начала XX века — Шелагурова или Шелагурово.

## Физико-географическая характеристика

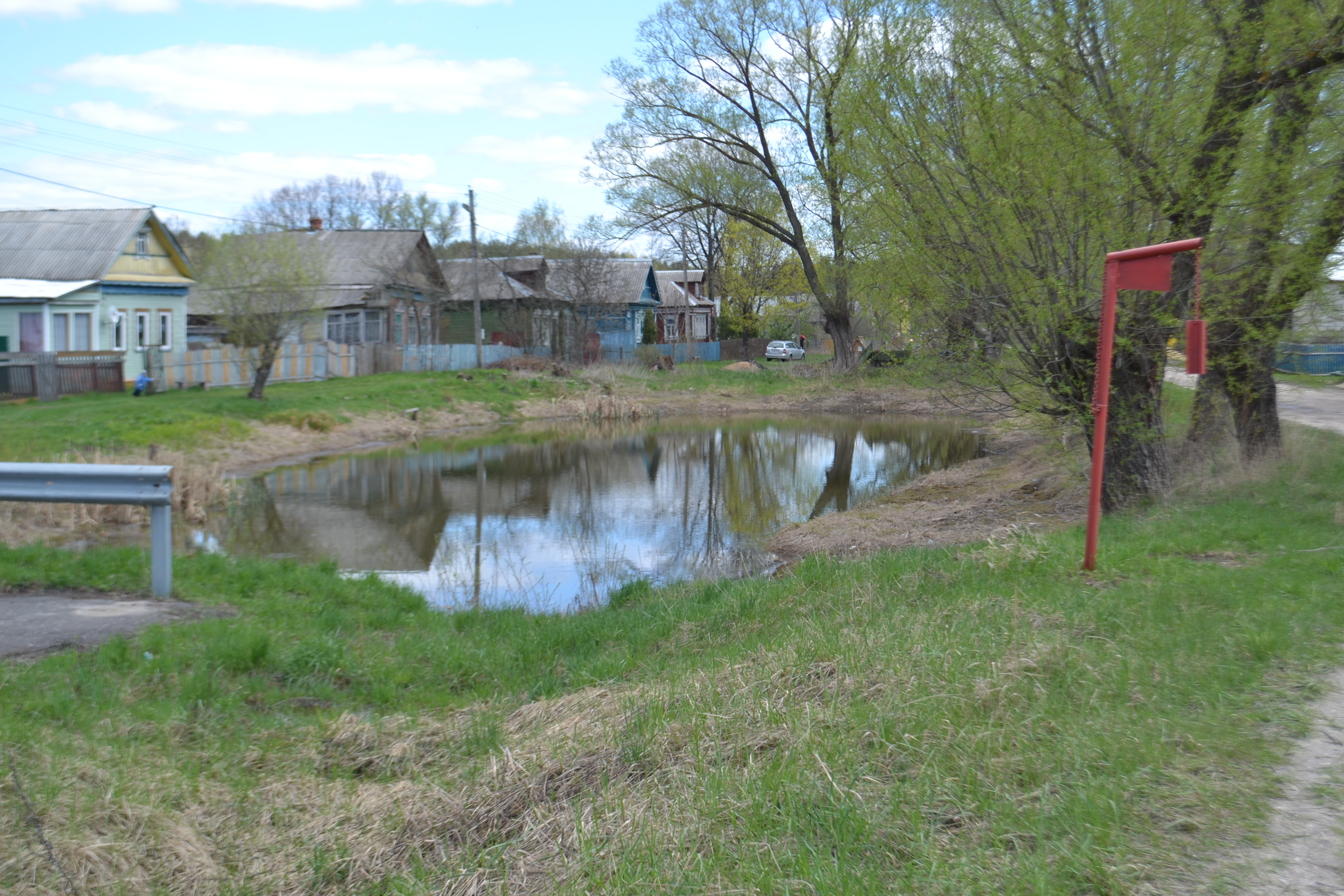
Пруд в деревне

Деревня расположена в пределах Мещёрской низменности, относящейся к Восточно-Европейской равнине, на высоте 128 м над уровнем моря. Рельеф местности равнинный. К западу, югу и северу от деревни находятся поля, к востоку — лесной массив. В 1,5 км к юго-западу от деревни протекает река Чальца.
По автомобильной дороге расстояние до МКАД составляет около 149 км, до районного центра, города Шатуры, — 60 км, до ближайшего города Спас-Клепики Рязанской области — 37 км. Ближайший населённый пункт — деревня Голыгино, расположенная в 0,5 км к западу от Шелогурова.
Деревня находится в зоне умеренно континентального климата с относительно холодной зимой и умеренно тёплым, а иногда и жарким, летом. В окрестностях деревни распространены торфяно-болотные и дерново-подзолистые почвы с преобладанием песков и супесей.
В деревне, как и на всей территории Московской области, действует московское время.

## История

### С XVII века до 1861 года
Во второй половине XVII — первой половине XVIII веков деревня Большой двор входила в Ильмянскую кромину волости Муромское сельцо Владимирского уезда Замосковного края Московского царства. Первыми известными владельцами деревни были Марья Коковцева с дочерьми Аграфеной и Антонидой. В 7146 (1638/39) году поместье было передано новгородцу Петру Васильевичу Хвостову, представителю дворянского рода Хвостовых. В писцовой книге Владимирского уезда 1637—1648 годов Шелогурово описывается как деревня на суходоле с четырьмя дворами, при деревне имелись пахотные земли среднего качества и сенокосные угодья:

Да в Ильмянской кромине сельцо, что была деревня Большой двор на суходоле, а в нём двор его помещиков; двор крестьянин Петрушка Парфентьев да племянники его Осипко да Агапко Борисовы дети Бессоновы, да Антошка Иванов. Двор бобыль Максимко Устинов сын Третьяков да племянник его Артюшка Иванов. Двор пуст бобыль Федоска, прозвище Первушка, Федорова бежал безвестно во 143 году. Пашни паханые, середние земли и с отхожею пашнею двадцать две чети в поле, а в дву по тому ж; сена около поль и по ольху, и под Чёрным бором двадцать копен

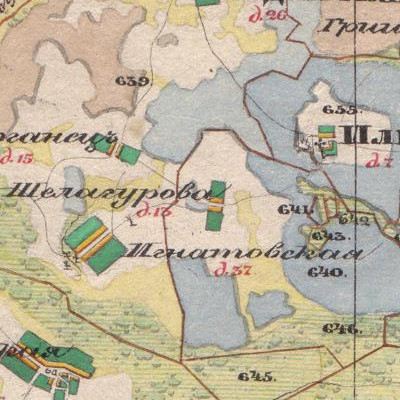
Деревня Шелогурово на карте 1850 года

В результате губернской реформы 1708 года деревня оказалась в составе Московской губернии. После образования в 1719 году провинций деревня вошла во Владимирскую провинцию, а с 1727 года — во вновь восстановленный Владимирский уезд.
В 1778 году образовано Рязанское наместничество (с 1796 года — губерния). Впоследствии вплоть до начала XX века Шелогурово входило в Егорьевский уезд Рязанской губернии.
По данным X ревизии 1858 года, деревня принадлежала царевне Анастасии Григорьевне Грузинской, жене князя Ильи Грузинского. По сведениям 1859 года Шелагурово — владельческая деревня 2-го стана Егорьевского уезда по правую сторону Касимовского тракта, при колодцах. На момент отмены крепостного права владелицей деревни была царевна Грузинская.

### 1861—1917
После реформы 1861 года из крестьян деревни было образовано одно сельское общество, которое вошло в состав Дубровской волости.
В 1885 году был собран статистический материал об экономическом положении селений и общин Егорьевского уезда. В деревне было общинное землевладение. Земля была поделена по ревизским душам. Практиковались частые переделы пашни, луга делились ежегодно. В общине был дровяной лес, но его не хватало и крестьянам приходилось покупать дрова для отопления изб. Надельная земля состояла из двух участков, отделённых один от другого чужими владениями. Дальние полосы отстояли от деревни в 1 версте. Пашня была разделена на 60 участков. Земли не хватало, и общество в числе 33 домохозяев арендовали у бывшей помещицы царевны Грузинской 131 десятину пахотной и луговой земли за 225 рублей.
Почвы были супесчаные и песчаные. Пашни ровные. Луга частично суходольные, частично заболоченные. Прогоны были удобные. В деревне было два небольших пруда и почти у каждого двора колодцы, но в некоторых колодцах вода была красноватого цвета. Своего хлеба хватало, но на продажу не бывало. Сажали рожь, овёс, гречиху и картофель. У крестьян было 30 лошадей, 54 коровы, 83 овцы, 19 свиней, а также 34 плодовых дерева и 10 колодок пчёл. Избы строили деревянные, крыли деревом и железом, топили по-белому.
Деревня входила в приход села Ильмяны (Покров), там же находилась ближайшая школа. В самой деревне имелась каменная часовня и кирпичный завод. Многие мужчины занимались отхожими промыслами — плотничеством. На заработки уходили преимущественно в Московскую губернию.
По данным 1905 года основными промыслами в деревне были плотничество и ткание кульков из мочалы. В деревне имелись две кузницы и одно мочально-кулечное производство. Ближайшее почтовое отделение и земская лечебница находились в селе Дмитровский Погост.

### 1917—1991
В 1919 году деревня Шелогурово в составе Дубровской волости была передана из Егорьевского уезда во вновь образованный Спас-Клепиковский район Рязанской губернии. В 1921 году Спас-Клепиковский район был преобразован в Спас-Клепиковский уезд, который в 1924 году был упразднён. После упразднения Спас-Клепиковского уезда деревня передана в Рязанский уезд Рязанской губернии. В 1925 году произошло укрупнение волостей, в результате которого деревня оказалась в укрупнённой Архангельской волости. В ходе реформы административно-территориального деления СССР в 1929 году деревня вошла в состав Дмитровского района Орехово-Зуевского округа Московской области. В 1930 году округа были упразднены, а Дмитровский район переименован в Коробовский.

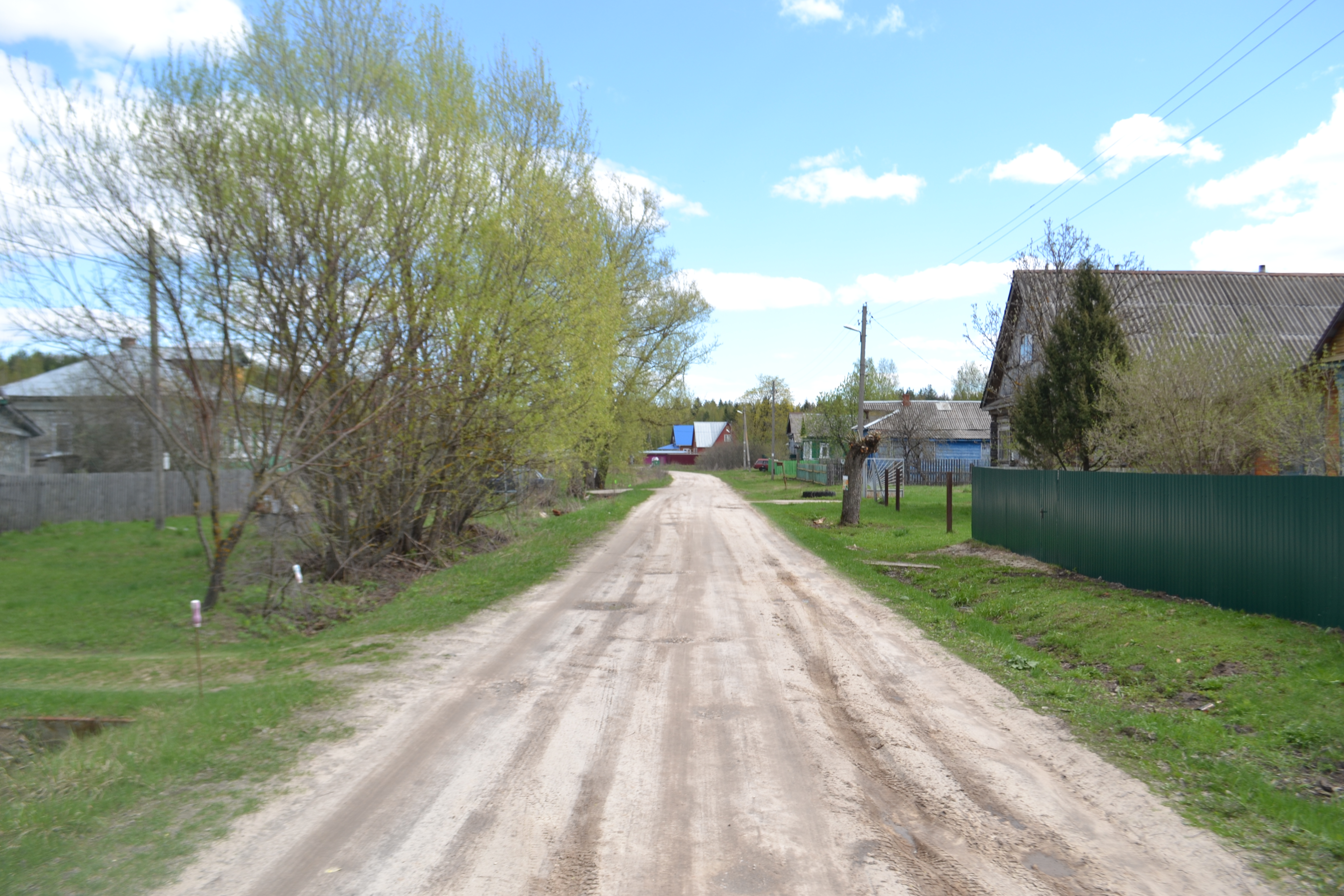
Шелогурово

В 1930 году деревня входила в Шелогуровский сельсовет. В 1954 году Шелогуровский и Обуховский сельсоветы объединены во вновь образованный Харлампеевский сельсовет.
Шестнадцать уроженцев деревни были награждены боевыми орденами и медалями Великой Отечественной войны.
В 1953 году в деревня входила в колхоз «Новый путь».
3 июня 1959 года Коробовский район был упразднён, Харлампеевский сельсовет передан Шатурскому району.
С конца 1962 года по начало 1965 года Шелогурово входило в Егорьевский укрупнённый сельский район, созданный в ходе неудавшейся реформы административно-территориального деления, после чего деревня в составе Харлампеевского сельсовета вновь передана в Шатурский район.

### С 1991 года
В 1994 году в соответствии с новым положением о местном самоуправлении в Московской области Харлампеевский сельсовет был преобразован в Харлампеевский сельский округ. В 2005 году образовано сельское поселение Радовицкое, в которое вошла деревня Шелогурово.

## Население
| 1858 | 1859 | 1868 | 1885 | 1905 | 1970 | 1993 |
| ---- | ---- | ---- | ---- | ---- | ---- | ---- |
| 108  | ↗111 | ↗156 | ↗200 | ↗298 | ↘107 | ↘49  |
| 2002 | 2006 | 2010 | 2011 | 2013 |      |      |
| ↗66  | ↘28  | ↗43  | ↘32  | ↗34  |      |      |

Первые сведения о жителях деревни встречаются в писцовой книге Владимирского уезда 1637—1648 гг., в которой учитывалось только податное мужское население (крестьяне и бобыли). В деревне Шелогурово было четыре двора: один помещичий двор, один крестьянский двор, в котором проживало 4 мужчины, и два бобыльских двора с двумя бобылями (один бобыль числился в бегах).
В переписях за 1858 (X ревизия), 1859 и 1868 годы учитывались только крестьяне. Число дворов и жителей: в 1850 году — 13 дворов; в 1858 году — 57 муж., 51 жен.; в 1859 году — 16 дворов, 57 муж., 54 жен.; в 1868 году — 23 двора, 77 муж., 79 жен.
В 1885 году был сделан более широкий статистический обзор. В деревне проживало 200 крестьян (39 дворов, 105 муж., 95 жен.), из 34 домохозяев один не имел своего двора, а у 6 было по две избы. На 1885 год грамотность среди крестьян деревни составляла 23 % (47 человек из 200).
В 1905 году в деревне проживал 298 человек (39 дворов, 135 муж., 163 жен.). Со второй половины XX века численность жителей деревни постепенно уменьшалась: в 1970 году — 34 двора, 107 чел.; в 1993 году — 25 дворов, 49 чел.; в 2002 году — 66 чел. (37 муж., 29 жен.).
По результатам переписи населения 2010 года в деревне проживало 43 человека (20 муж., 23 жен.), из которых трудоспособного возраста — 25 человек, старше трудоспособного — 16 человек, моложе трудоспособного — 2 человека.

## Социальная инфраструктура
Ближайший магазин в деревне Голыгино. Медицинское обслуживание жителей деревни обеспечивают фельдшерско-акушерский пункт в деревне Голыгино, Радовицкая участковая больница и Шатурская центральная районная больница. Ближайшее отделение скорой медицинской помощи расположено в Дмитровском Погосте. Среднее образование жители деревни получают в Радовицкой средней общеобразовательной школе.
Пожарную безопасность в деревне обеспечивает пожарная часть № 293, а также пожарные посты в деревне Евлево, селе Дмитровский Погост (пожарная часть № 275) и в посёлке санатория «Озеро Белое» (пожарная часть № 295).
Деревня электрифицирована, но не газифицирована. В соответствии с Программой «Развитие газификации в Московской области до 2017 года» подведение газа к деревне не планируется. Центральное водоснабжение отсутствует, потребность в пресной воде обеспечивается общественными и частными колодцами.

## Транспорт и связь
В 0,4 км от деревни проходит асфальтированная автомобильная дорога общего пользования МЕТК-Подлесная-Радовицкий мох, на которой имеется остановочный пункт маршрутных автобусов «Голыгино».
От остановки «Голыгино» ходят автобусы до села Дмитровский Погост (маршрут № 42), а также до города Егорьевска (маршрут № 67) и Москвы (маршруты № 332). Прямой автобусный маршрут, связывающий деревню с районным центром городом Шатурой, отсутствует. Ближайшая железнодорожная станция Кривандино Казанского направления находится в 50 км по автомобильной дороге.
В деревне доступна сотовая связь (2G и 3G), обеспечиваемая операторами «Билайн», «МегаФон» и «МТС».
Ближайшее отделение почтовой связи, обслуживающее жителей деревни, находится в посёлке Радовицкий.

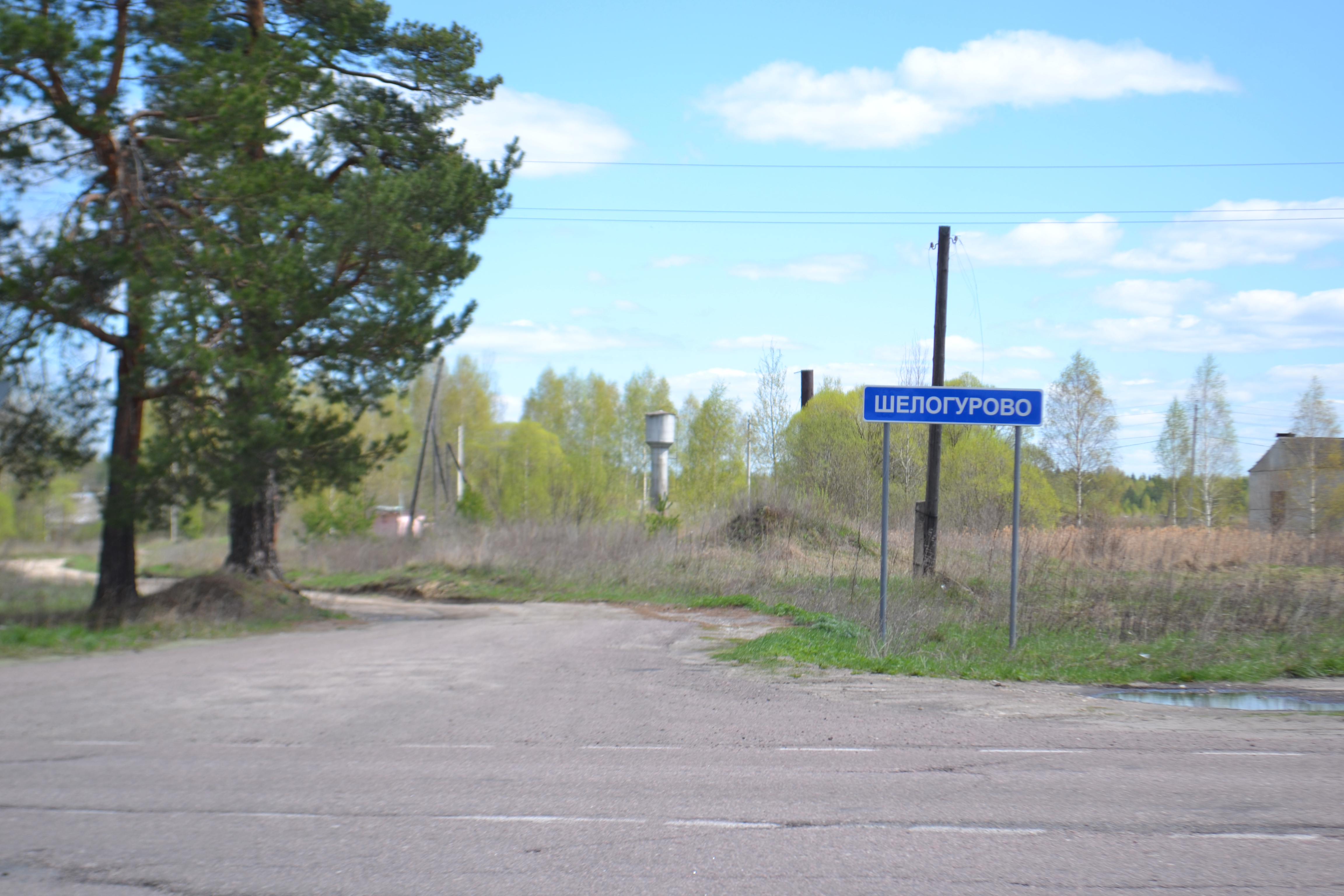
Дорожный указатель
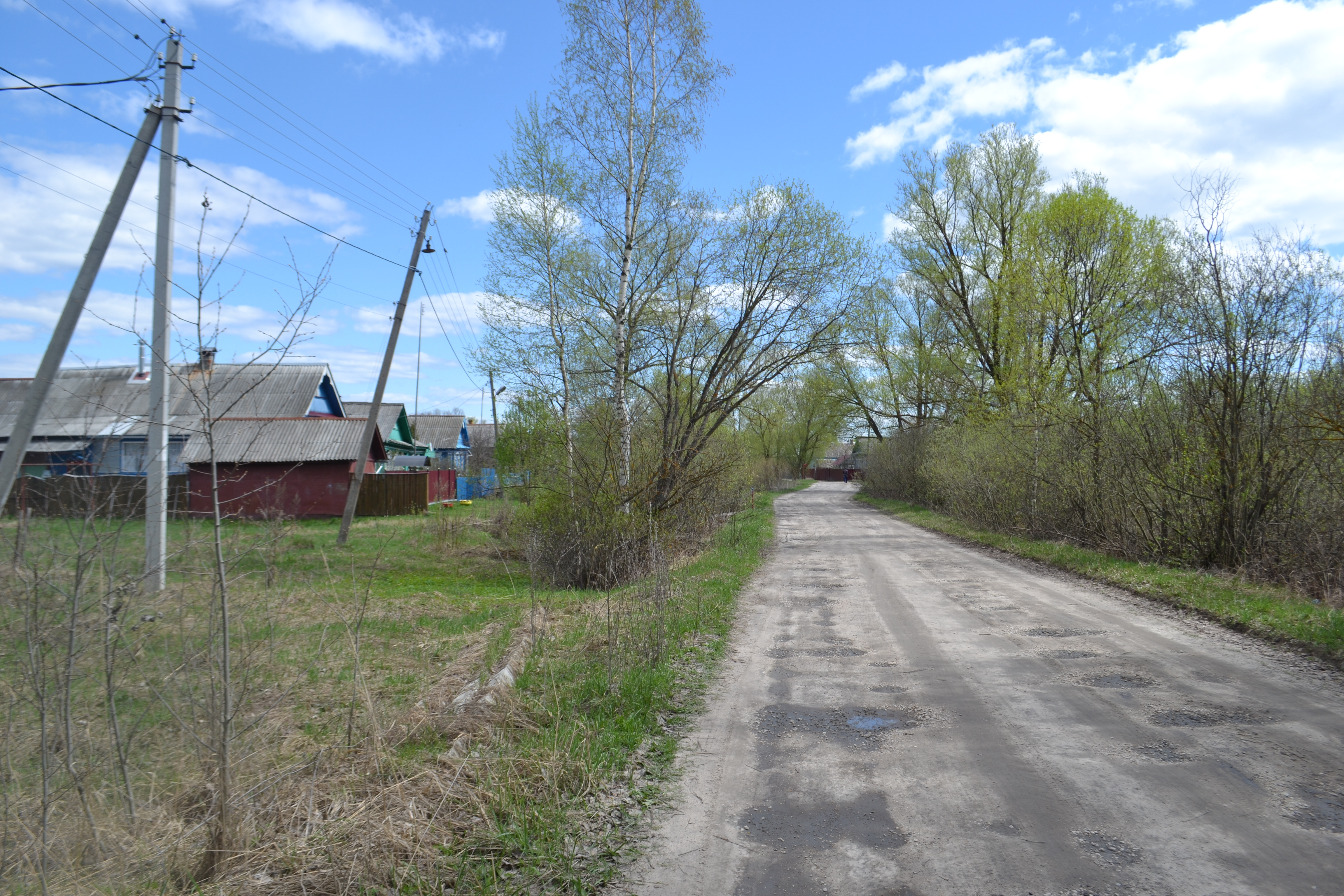
Въезд в деревню
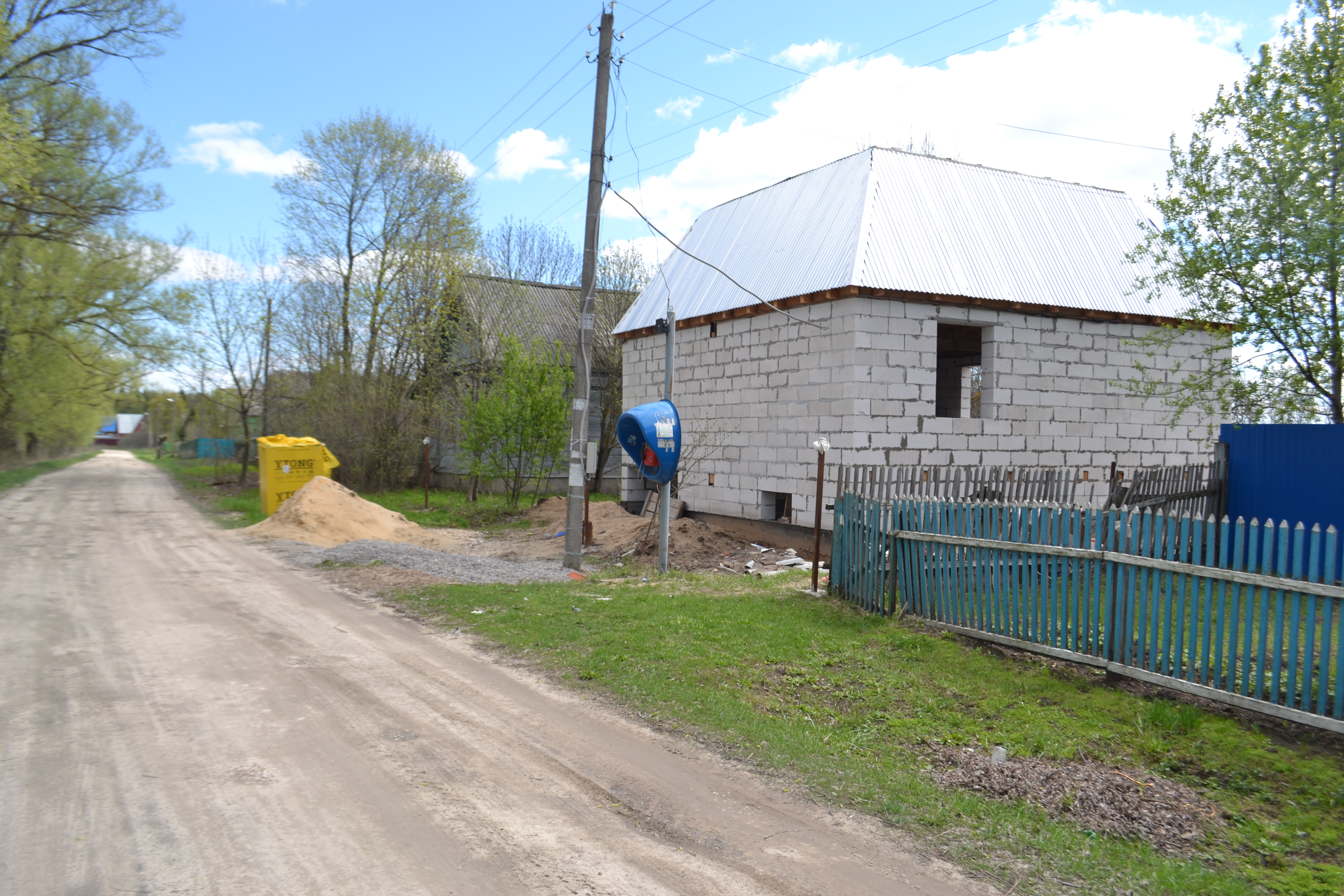
Таксофон